# Eva Gerlach
Eva Gerlach (Amsterdam, 9 d'abril de 1948) és el nom de ploma de Margaret Dijkstra, una poetessa i traductora neerlandesa. Des de 2001 escriu columnes pel diari belga De Morgen.
Va néixer a la ciutat d'Amsterdam.
El 1979, va publicar la seva primera col·lecció de poesia Verder geen leed. Va ser guardonada amb el Premi Lucy B.i C.W. van der Hoogt el 1981. L'any 2000, va rebre el Premi P. C. Hooftprijs per a la seva carrera literària.
La seva obra ha aparegut en diverses revistes literàries i s'han realitzat traduccions angleses de la seva poesia que van estar incloses a les antologies Women Writing in Dutch (1994) i Turning Tides (1994).

## Obres destacades[2]
- Dochter, poesia (1984)
- Domicilie, poesia (1987)
- De kracht van verlamming, poesia (1988)
- Wat zoekraakt, poesia (1994), Premi Jan Campert[5]
- Hee meneer Eland, poesia infantil (1998)
- Oog in oog in oog in oog poesia infantil (2001)
- Situaties (2006)